# Svatý Naum
Svatý Naum (cca 840 – 23. prosince 910) byl žákem svatého Cyrila a svatého Metoděje.

## Život
Pocházel z urozené rodiny. Roku 868 byl v Římě biskupem Formosem vysvěcen na kněze. Následoval věrozvěsty v jejich cestě na území Velké Moravy na pozvání knížete sv. Rostislava.
Po smrti svatého Metoděje a vyhnání jeho následovníků knížetem Svatoplukem z území Velké Moravy odešel spolu s ostatními na krátkou dobu do Bělehradu, pod ochranu bulharského vazala knížete Radislava, který jej později poslal společně s dalšími žáky věrozvěstů (např. sv. Klimentem Ochridským) do tehdejšího hlavního bulharského města Plisky, kde vytvořili známou Plisecko-preslavskou literární školu, jejímž žákem byl i sám bulharský panovník car Symeon.
Později se odebral šířit staroslověnskou liturgii na území Makedonie, tehdy náležejícího k Bulharsku, kde jižně od města Ochrid založil klášter, který dnes nese jeho jméno. Se svatým Klimentem byli nerozlučnou dvojicí a úzce spolupracovali, v některých pramenech jsou označovaní jako bratři, nebyli však pokrevními bratři.

## Klášter

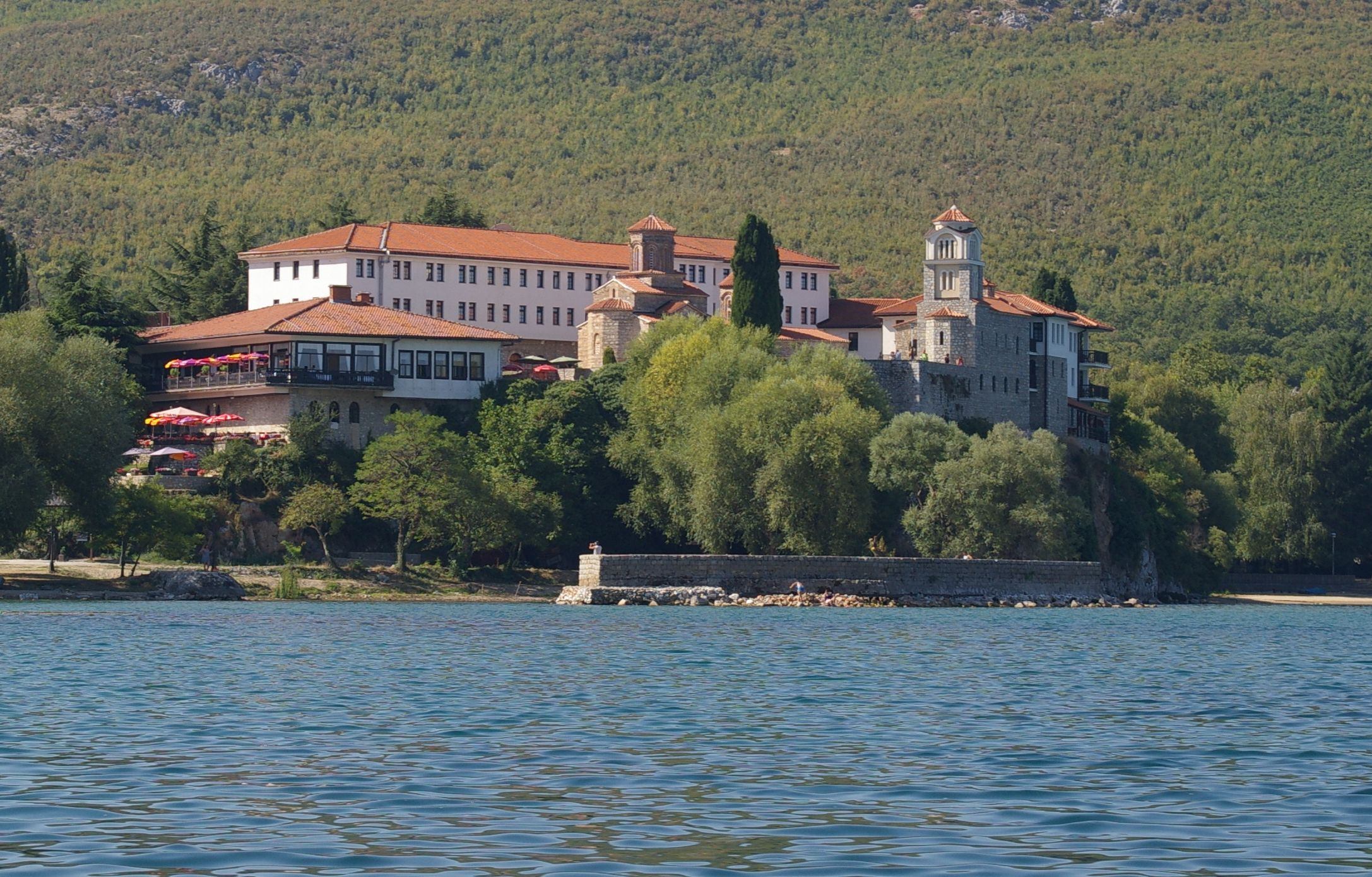
Klášter sv. Nauma

Leží v nejjižnější části Severní Makedonie na břehu Ochridského jezera nedaleko pramenů řeky Černý Drim a hranice s Albánií. Svatý Naum jej založil okolo roku 905. Po většinu doby své existence byl významným kulturním centrem a poutním místem.
Kostel ležící na území kláštera je proslulý bohatou freskovou výzdobou a je plně zpřístupněn turistům. Jedná se o vyhledávané výletní místo, nachází se zde hotel, řada restaurací a rozlehlá pláž.